# Czapla olbrzymia
Czapla olbrzymia (Ardea goliath) – gatunek dużego ptaka brodzącego z rodziny czaplowatych (Ardeidae). Monotypowy.
Charakterystyka
Bardzo duża, masywna czapla o potężnym dziobie, łupkowoszarych skrzydłach i ogonie, ciepłokasztanowej głowie, szyi i spodzie ciała. Dzięki wielkości i powolnym uderzeniom skrzydeł rozpoznawalna z daleka. Obie płcie są do siebie podobne, choć samice są zazwyczaj mniejsze i mają krótszy dziób. Młode jaśniejsze, szarobrązowe na grzbiecie o białawym spodzie w ciemne kreski.
Wymiary średnie
- długość ciała (od głowy do ogona) 135–150 cm[5]
- rozpiętość skrzydeł 210–230 cm[5]
- masa ciała 4310–4468 g[5]

Tryb życia

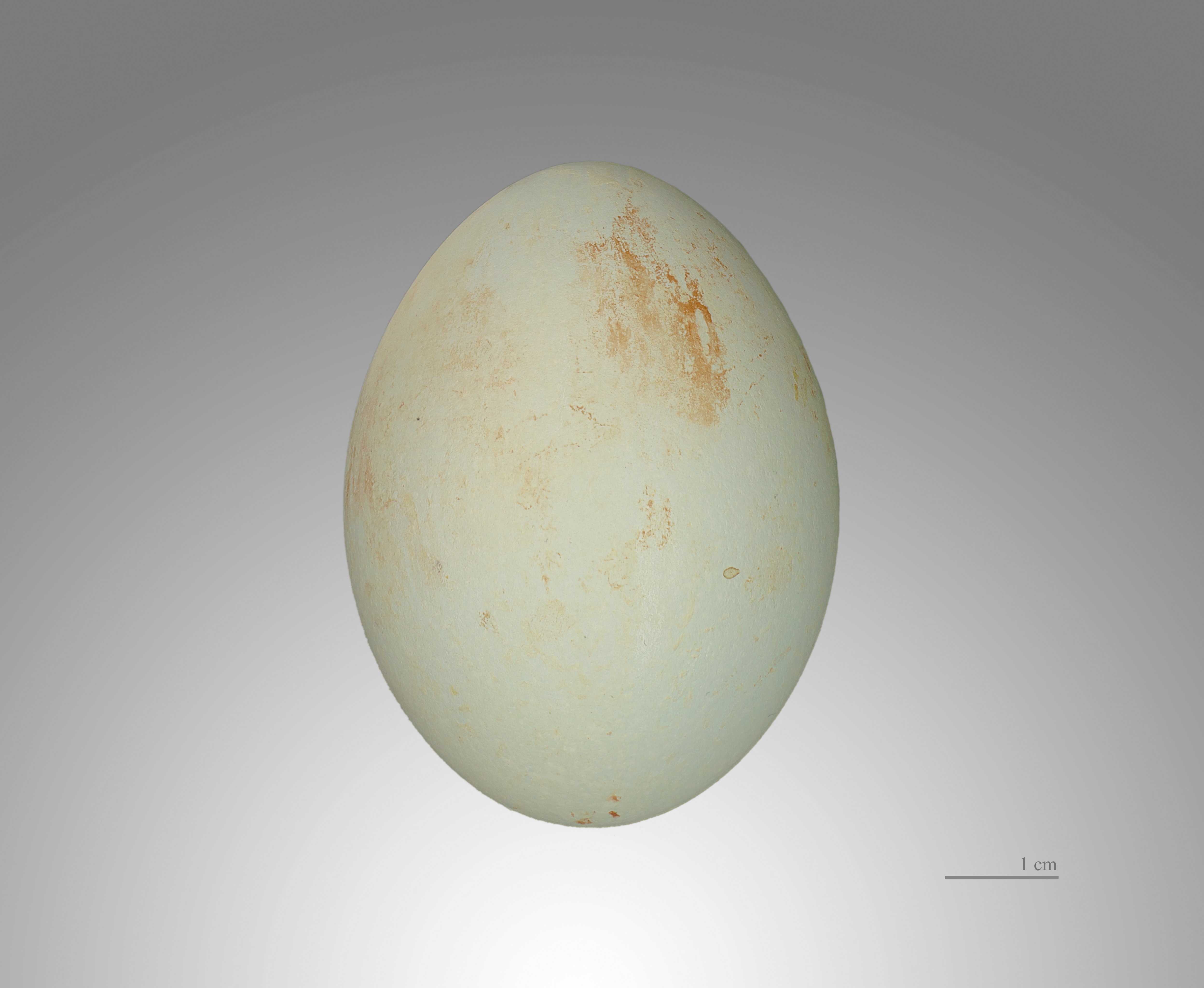
Jajo z kolekcji muzealnej

Żyje samotnie lub w parach, rzadko w luźnych grupkach, żeruje w miejscach odsłoniętych; ostrożna.
Zasięg i środowisko
Występuje w Iraku, południowym Iranie, nad Morzem Czerwonym oraz w Afryce Subsaharyjskiej, z wyjątkiem południowo-zachodniej części. Odnotowywano ją także w rozrzuconych lokalizacjach na subkontynencie indyjskim i niewykluczone, że tam też odbywa lęgi. Raczej rzadka; stałe zbiorniki wodne, słodkie i słone, na wybrzeżu korzysta z pływów oceanicznych. Osiadła lub koczująca po lęgach.
Status
Międzynarodowa Unia Ochrony Przyrody (IUCN) uznaje czaplę olbrzymią za gatunek najmniejszej troski (LC – Least Concern). Liczebność światowej populacji, według szacunków, mieści się w przedziale 6700 – 67 000 dorosłych osobników. Globalny trend liczebności oceniany jest jako stabilny, choć u niektórych populacji nie jest znany.